# Потоп (роман)
Потоп је историјски роман нобеловца Хенрика Сјенкјевича, други део СјенкјевичевеТрилогије, која описује историју Државне заједнице Пољске и Литваније у 17. веку.

## Тема
Роман се дешава у Литванији и Пољској 1655, за време шведске инвазије на Пољску.

Основни заплет романа је љубавни троугао и сукоб између пољског властелина Андржеја Кмићица и литванског кнеза Богуслава Рађивила, који се боре за руку литванске властелинке Александре Биљевичеве. Роман описује историјске личности и догађаје из пољске перспективе, и у њему поново срећемо протагонисте романа "Огњем и мачем". Анархија у Пољско-Литванској аристократској републици описана је са симпатијама и разумевањем:
"Спалио сам Волмонтовиче, истина је, а и нешто се људи побило; па ипак нека бог суди да ли сам то учинио из обести."
"Знали сте да сам раније био спреман на самовољу: да посечем, да упалим, да убијем, то је нешто друго, али да издам због користи, због унапређења - никад! Сачувај ме ти, боже, и суди..."
Андржеј Кмићиц, протагониста.

## Заплет

### Први део
У зиму 1654-55. Пољска и Литванија су рату на две стране: козачка побуна пламти у Украјини, а на северу руска војска је заузела Белорусију и већи део Литваније, са изузетком Жмуђанског староства, које је под влашћу литванског великог хетмана Јануша Рађивила.
У Жмуђи, млади властелин Андржеј Кмићиц долази да презими са својим одредом, састављеним од бивших разбојника и зликоваца, и да обиђе вереницу, Александру Биљевичеву. Иако је њихов брак уговорен (тестаментом њеног деде), између Кмићица и Александре јавља се љубав на први поглед. Ствари се компликују када Кмићицови ратни другови, у свађи са локалном властелом, изгину у кафанској тучи; за одмазду, Кмићиц спаљује село, али му је војска потучена, Александра га се одриче, а он је принуђен да бежи. У пролеће, Кмићиц се враћа по Александру са одредом козака, али је потучен од локалне властеле и рањен у двобоју са пуковником Володијовским, који је сада у служби Јануша Рађивила. Ценећи Кмићицову храброст и ратне заслуге, велики хетман га узима у заштиту и поверева му врбовање нове војске.
За то време, Шведска објављује рат и напада Пољску: у Великопољској, код Ушћа, пољски великаши, властела и на брзину прикупљена заманица се предају без борбе и признају власт шведског краља Карла Густава. Јан Скшетуски и Заглоба скривају Јелену са децом у Бјеловјешкој прашуми, а они одлазе у Литванију, под команду Јануша Рађивила, најбољег војсковође у Пољској. Међутим, велики хетман објављује савез са Швеђанима: официри и војска му одричу послушност, осим Кмићица и његове банде, и нешто најамника. Володијовски, Заглоба и Скшетуски завршавају у тамници, али су поштеђени на Кмићицову молбу, а Александра поново одбацује Кмићица као издајника.
Заробљени официри одлазе у ропство код Швеђана, али су спашени Заглобиним лукавством и побуном Рађивилове војске.
Док у Литванији бесни грађански рат између присталица Пољске и Шведске, Швеђани заузимају Варшаву и опседају Краков, који брани кастелан Чарњецки, док краљ Јан Казимир бежи у Аустрију. За то време, Кмићиц креће као посланик шведском краљу, али успут од кнеза Богуслава Рађивила сазнаје за њихове планове о подели Пољске са непријатељима, и одлучује да се искупи и пређе Јану Казимиру. Након неуспеле отмице кнеза Богуслава, Кмићиц се искупљује бранећи манастир Јасна Гура, који је опседнут од Швеђана.

### Други део
Кмићиц уништава шведски опсадни топ и тако спасава манастир, али је заробљен приликом испада из тврђаве. Извукавши се уз помоћ својих људи који су пришли Швеђанима, одлази у помоћ краљу Јану Казимиру, који се враћа у Пољску. При преласку границе краљ је нападнут од Швеђана, али га Кмићиц брани по цену живота, и спашавају побуњени пољски сељаци, који су устали на Швеђане након напада на Јасну Гуру, светињу целе Пољске. Тешко рањен, Кмићиц добија опроштај од краља, док се Александра опире насртајима кнеза Богуслава, који је држи као таоца у Пруској, на њену част. Цела Пољска устаје на Швеђане, а Кмићиц, Володијовски и Заглоба учествују у небројеним биткама, укључујући и ослобођење Варшаве. Кмићиц заробљава кнеза Богуслава, који се бори на страни Швеђана, док Александра успева да побегне из заробљеништва уз помоћ шкотског официра Кетлинга. Роман се завршава повратком ратника домовима, поновним сједињењем Кмићица и Александре, и веридбом пана Володијовског и Ане Борзобохате, његове старе симпатије из претходног романа ("Огњем и мачем").

## Екранизација
Пољски филм "Потоп" снимљен је 1974. године у режији Јиржија Хофмана, са Данијелом Олбрихским у главној улози..